# 2022年10—11月汕头市2019冠状病毒病聚集性疫情
2022年10—11月汕头市2019冠状病毒病聚集性疫情是指2022年10月30日起，在汕头市爆发的2019冠状病毒病本土聚集性疫情。

## 时间轴
10月30日20时，潮南区疾控中心报告1名省外货车司机及3名关联人员核酸检测结果异常。
10月29日0-24时，澄海区新增1例新冠肺炎无症状感染者，因出现临床症状，10月30日经专家组诊断为新冠肺炎确诊病例（轻型）；10月30日0-24时，澄海区新增2例新冠肺炎确诊病例（轻型）。
2022年10月31日8-12时，潮南区新增4名阳性个案，均在隔离管控密接筛查中发现(为10月31日通报的省外货车司机输入个案的密接)。
2022年10月31日晚，潮阳区通过已管控区域核酸筛查发现2名核酸检测结果异常人员。
2022年10月31日12时至11月1日12时，潮南区新增6名阳性个案，其中3名在隔离管控密接筛查中发现（为10月31日通报的省外货车司机输入个案的密接），3名在已管控的风险排查区筛查发现。
11月1日0-24时，澄海区新增1例新冠肺炎无症状感染者，在隔离管控密切接触者筛查中发现。
2022年11月2日上午8时，紧急启用濠江区人民医院作为新冠肺炎救治定点医院，对现医院内病人进行分流转院，并暂停其门（急）诊、发热门诊、住院、体检等全部诊疗服务。
11月2日0-12时，金平区新增2例阳性个案，在隔离管控密切接触者筛查中发现（为10月31日通报的阳性个案的密接）。
11月3日0-24时，潮阳区新增新冠肺炎确诊病例（轻型）1例，无症状感染者3例，均为当日通报核酸检测结果异常人员；另有1名无症状感染者转为确诊病例（轻型），为11月2日通报阳性个案。
11月4日0-24时，金平区新增1例无症状感染者蔡某某，在隔离管控密切接触者筛查中发现。该员为我区10月31日通报的阳性个案的丈夫，于10月31日转运至集中隔离点。
2022年11月5日20时，潮南区新增确诊病例11例，无症状感染者4例，均在集中隔离场所和已管控的风险区域排查中发现。
2022年11月6日12时，潮南区新增确诊病例28例，无症状感染者22例，均在集中隔离场所和已管控的风险区域排查中发现。
2022年11月7日12时，潮南区新增确诊病例20例，无症状感染者27例，均在集中隔离场所和已管控的风险区域排查中发现。
2022年11月8日12时，潮南区新增确诊病例24例，无症状感染者30例，均在集中隔离场所和已管控的风险区域排查中发现。
2022年11月9日24时，潮南区新增确诊病例27例，无症状感染者8例，均在集中隔离场所和已管控的风险区域排查中发现。
2022年11月10日24时，潮南区新增确诊病例13例，无症状感染者5例，均在集中隔离场所和已管控的风险区域排查中发现。